# ヨーロッパトウネン

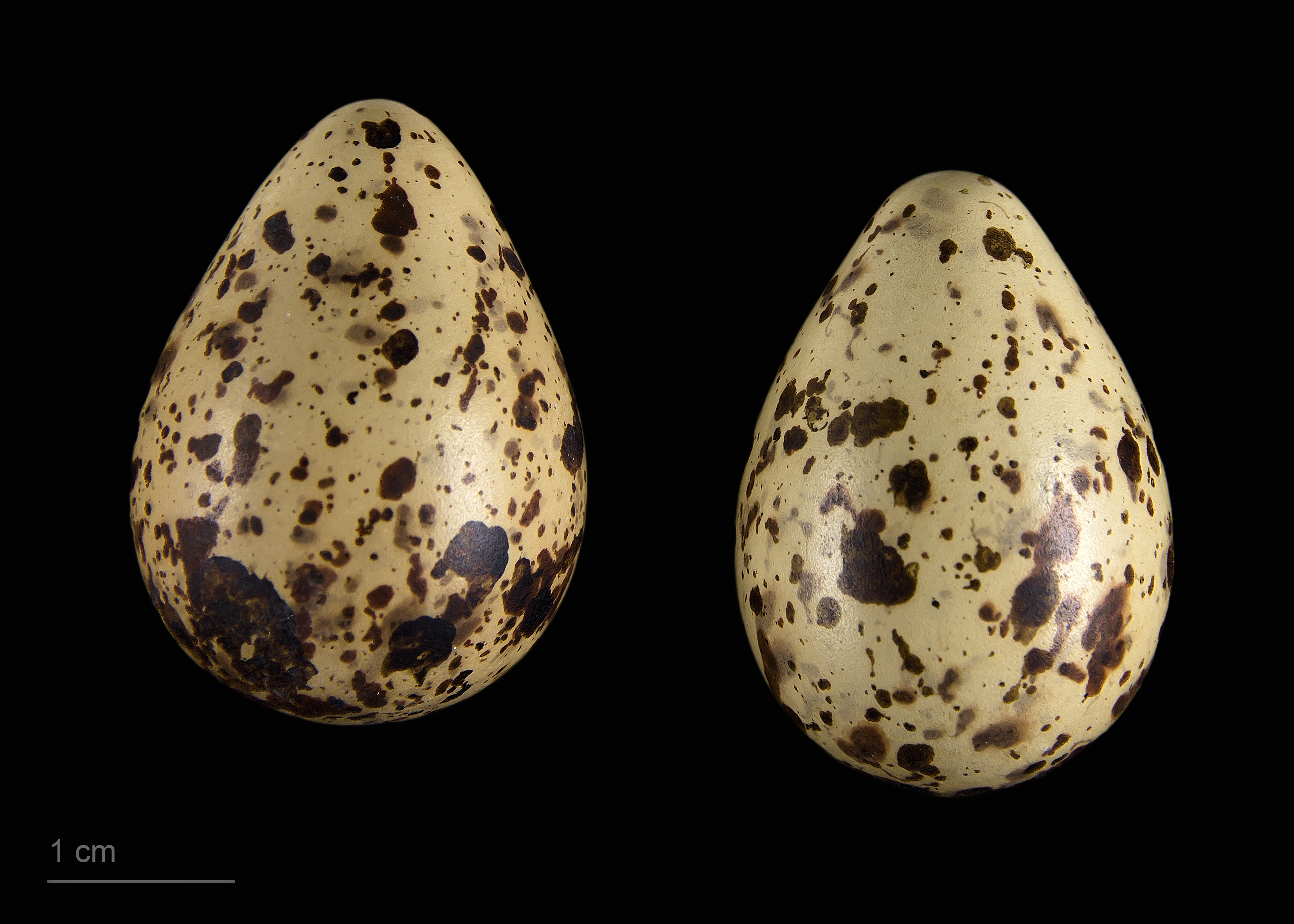
Calidris minuta

ヨーロッパトウネン（ヨーロッパ当年、学名：Calidris minuta）は、チドリ目シギ科に分類される鳥類の一種である。ニシトウネンとも呼ばれる。

## 分布
スカンジナビア半島からシベリアにかけての北極圏で繁殖し、冬はヨーロッパ南部の地中海沿岸、アフリカ中南部、西南アジアの海岸部に渡りをおこない越冬する。
日本へは数少ない旅鳥または冬鳥として、少数が渡来する。

## 形態
全長約14cm。トウネンとよく似ているが、わずかに小型であり、脚がより細長く見える。冬羽では上面は灰色で、下面は白色。夏羽は上面と頭頂から胸側は赤褐色。幼羽は背と肩羽上列の境界に、白いはっきりとしたV字模様がある。喉は白い。
嘴はやや短めで、わずかに下に曲がっている。
雌雄同色である。

## 生態
非繁殖期は、干潟や、内陸の湿地や水田、川などに生息し群れで行動するが、日本では単独か数羽での渡来がほとんどである。トウネンの群れに混じっていることが多い。繁殖期にはツンドラに生息する。
水辺を歩き回りながら、昆虫やゴカイなどを食べる。
地上に巣をつくり、普通4卵を産む。
「チッ」「ピッ」と鳴く。